# Jalovec (okres Liptovský Mikuláš)
Jalovec je obec na Slovensku v okrese Liptovský Mikuláš. Žije zde 318 obyvatel. První písemná zmínka o obci pochází z roku 1391.